# Universität Belgrad
Die Universität Belgrad (serbisch Универзитет у Београду/Univerzitet u Beogradu) ist die älteste und wichtigste Universität Serbiens. Mit über 89.000 Studenten und 4.200 wissenschaftlichen Angestellten ist sie zurzeit die größte Universität Südosteuropas.
Die Universität umfasst 31 Fakultäten und acht wissenschaftliche Forschungsinstitute. Die Fakultäten, oder auch akademischen Abteilungen, sind in fünf Gruppen unterteilt, je nach ihren akademischen Merkmalen: Fakultäten für biotechnische Wissenschaften, Sozialwissenschaften, Medizin, Naturwissenschaften und Mathematik, und Fakultäten der technischen Wissenschaften.

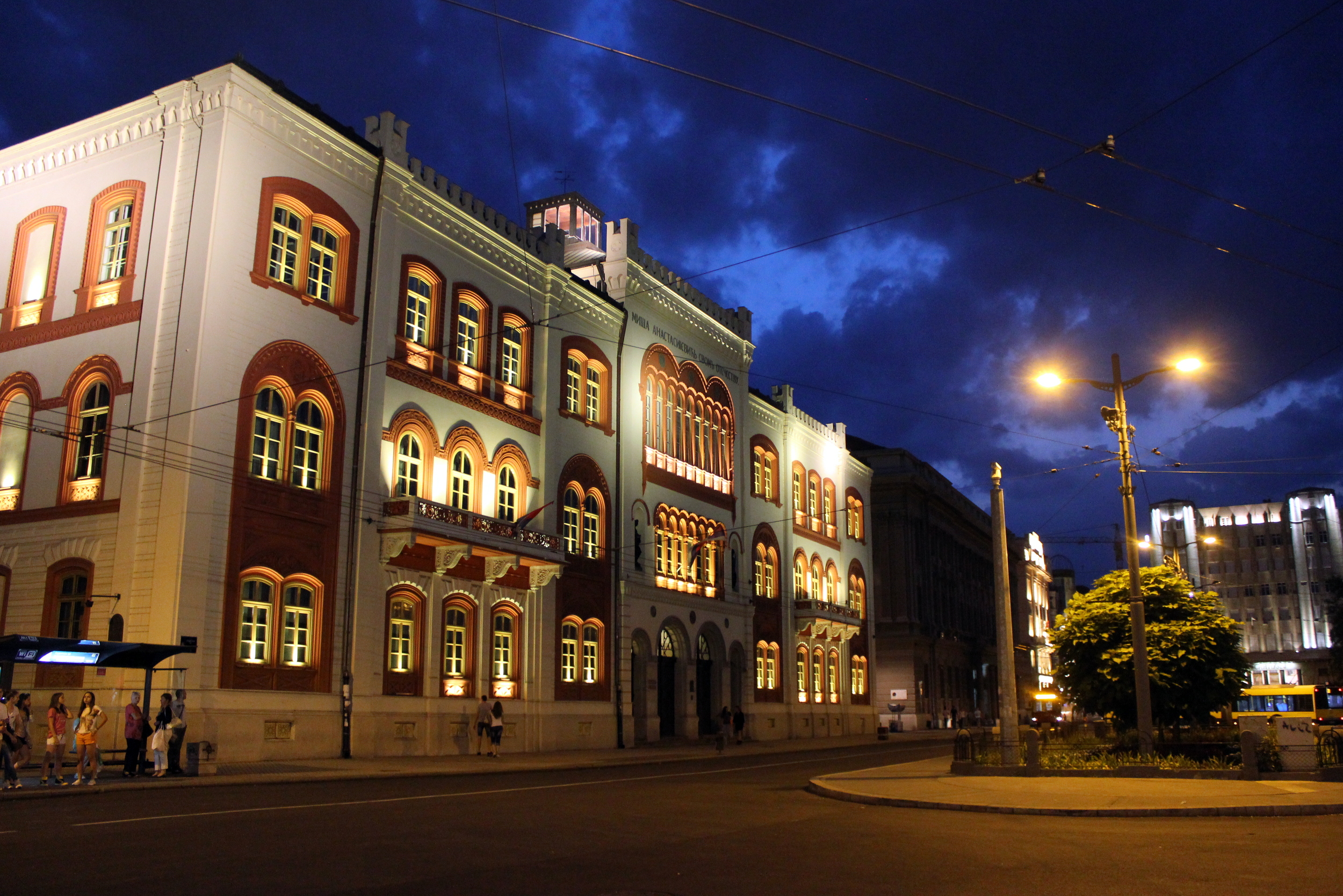
Hauptgebäude der Universität Belgrad

## Geschichte

### Gründung

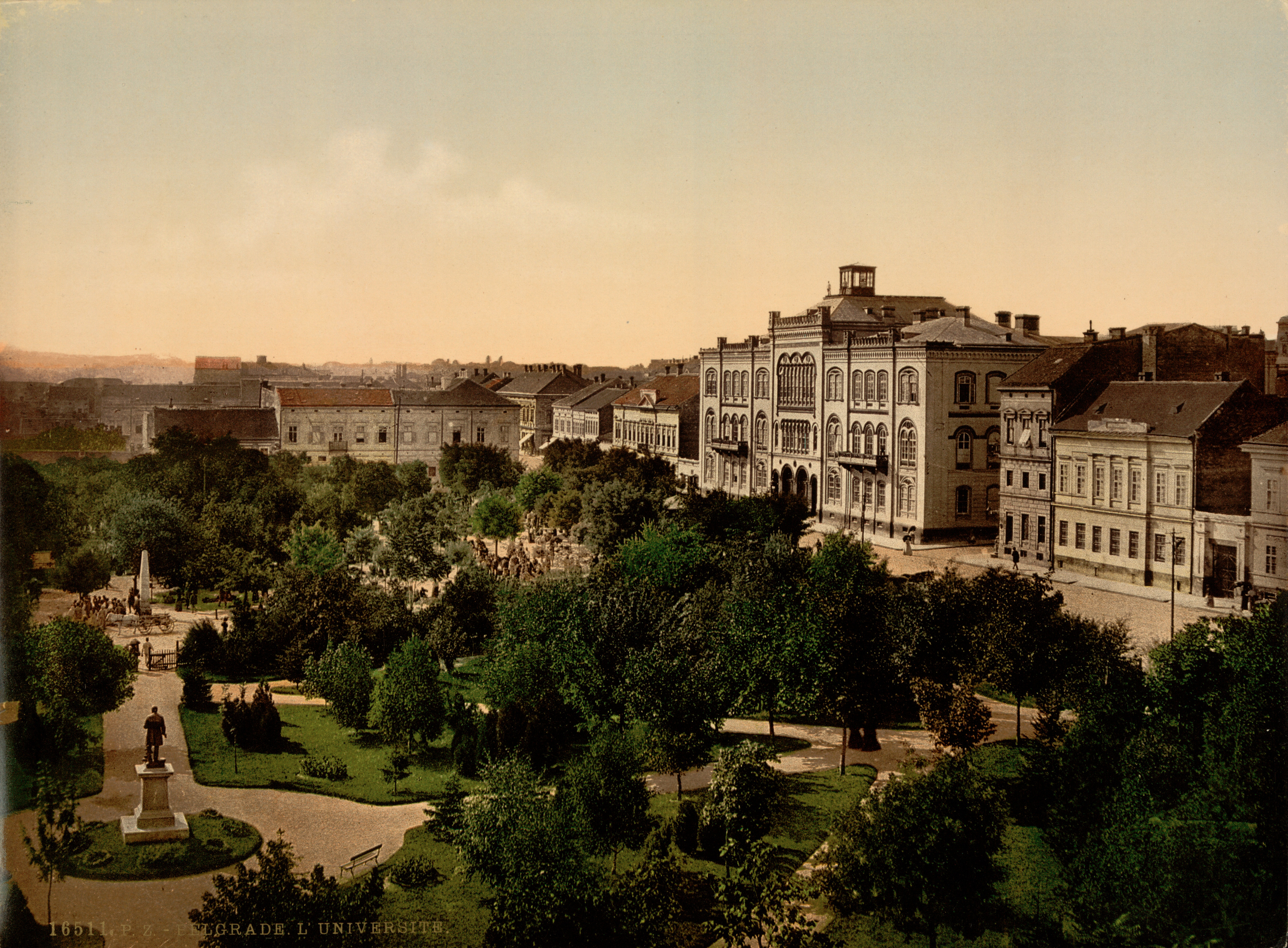
Die Universität um das Jahr 1890

Die Vorläufer der heutigen Universität Belgrad reichen bis ins Jahr 1808 zurück, als im Zuge des Ersten Serbischen Aufstands die Hohe Schule durch den serbischen Aufklärer Dositej Obradović gegründet wurde. Nach der Niederschlagung des Aufstandes 1813 wurde sie zunächst wieder geschlossen und erst 1863 mit den drei Fakultäten Technik, Recht und Philosophie neu gegründet. Am 27. Februar 1905 wurde die Hohe Schule offiziell in eine Universität umgewandelt.

### Erste Hälfte des 20. Jahrhunderts
Die Universität Belgrad erlebte ein massives Wachstum und Expansion in den Jahren vor dem Zweiten Weltkrieg und vor allem nach der Gründung des zweiten Jugoslawiens.

### Zweite Hälfte des 20. Jahrhunderts
In den 1960er und 1970er entwickelte sich die Universität zu einer bemerkenswerten regionalen sowie internationalen Bildungseinrichtung. Viele Studenten aus anderen Ländern wurden hier ausgebildet.
Im sozialistischen Jugoslawien wurde die Universität weiter ausgebaut, war aber gleichzeitig massiver staatlicher und ideologischer Einflussnahme ausgesetzt.
Seit den 1980er Jahren sank die Qualität der universitären Programme wegen der politischen Instabilität im Land. Auf Grund der anschließenden Jugoslawienkriege mangelte es ab 1990 verstärkt an Geld, und die Qualität sank massiv.
Während der Regierung Milošević in Serbien hatte die Universität mit externem politischen Druck und dem Fehlen von akademischer und administrativer Autonomie zu kämpfen. Ab etwa Mitte der 1990er Jahre wurde die Universität Belgrad ein erkennbares Zentrum der politischen Opposition in Serbien. Massive Anti-Regierungs-Proteste wurden von den Belgrader Studenten und Professoren inszeniert. Ende 1996/Anfang 1997 wurden Pläne gegen die Milošević-Regierung geschmiedet, die 1998 in der Gründung der studentischen Protestbewegung Otpor mündete, welche einen großen Beitrag zum Sturz der Regierung im Jahre 2000 leistete.

### 21. Jahrhundert
Mit dem Sturz Milošević am 5. Oktober 2000 wurden wichtige Schritte zur Verbesserung der Einrichtungen sowie der Lehrqualität eingeleitet. Es gab zahlreiche Reformen im Hochschulwesen im Land. Die Universität hat seitdem große Anstrengungen für eine verbesserte interne Struktur unternommen. Die Qualität stieg wieder, allerdings gibt es noch immer einen Investitionsstau.
Die Universität Belgrad ist Gründungsmitglied von bloxberg – einer internationalen Blockchain für die Wissenschaft.

## Die Universitätsbibliothek Belgrad

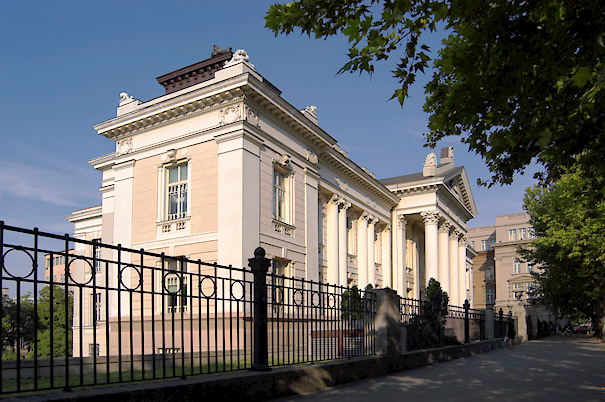
Bibliothek der Universität Belgrad

Die Universitätsbibliothek ist die einzige Carnegie-Bibliothek in Zentral- und Osteuropa.

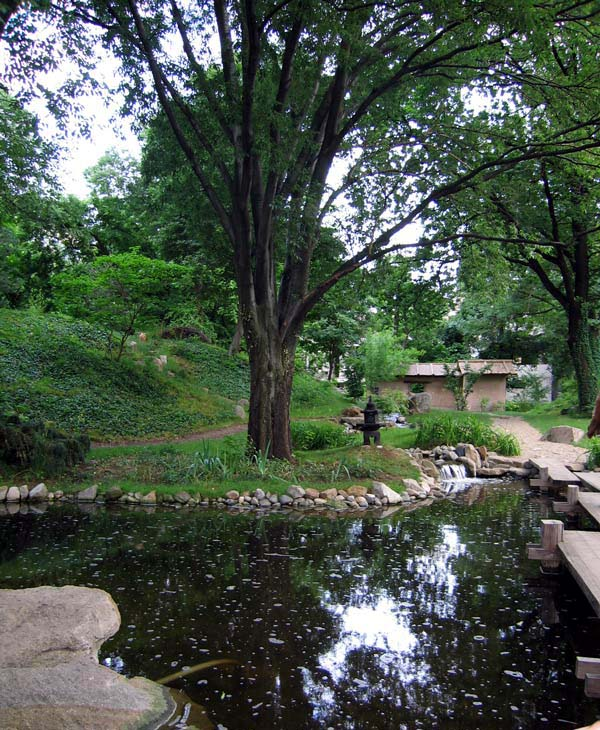
Der Japanische Garten im Botanischen Garten der Universität Belgrad

## Fakultäten
| - Fakultät für Architektur - Fakultät für Bauingenieurwesen - Fakultät für Bergbau und Geologie - Fakultät für Bildung und Pflege - Fakultät für Biologie - Fakultät für Chemie - Fakultät für Elektrotechnik - Fakultät für Forstwirtschaft - Fakultät für Geographie - Fakultät für Informationssysteme - Fakultät für Landwirtschaft - Fakultät für Maschinenwesen - Fakultät für Mathematik - Fakultät für Medizin - Fakultät für Orthodoxe Theologie - Fakultät für Pharmazie | - Fakultät für Philologie - Fakultät für Philosophie - Fakultät für Physik - Fakultät für Physikalische Chemie - Fakultät für Politikwissenschaften - Fakultät für Rechtswissenschaften - Fakultät für Sicherheit - Fakultät für Sport und Sportunterricht - Fakultät für Stomatologie - Fakultät für Technische Wissenschaften in der Stadt Bor - Fakultät für Technologie und Metallurgie - Fakultät für Transport und Verkehr - Fakultät für Veterinärmedizin - Fakultät für Wirtschaftswissenschaften - Fakultät für Lehrerfortbildung |

## Persönlichkeiten
Mit der Universität ist eine Reihe von namhaften Persönlichkeiten verbunden, die an ihr studiert, geforscht oder gelehrt haben.
Eine Liste dieser Personen findet sich unter Liste bekannter Persönlichkeiten der Universität Belgrad.